# Charles-Nicolas Baudiot
Charles-Nicolas Baudiot (Nancy, 29 de març de 1773 - París, 26 de setembre de 1849) fou un violoncel·lista i compositor francès.
Va ser professor del conservatori de la seva ciutat natal i violoncel·lista de la Capella Reial fins a l'any 1822 en què es jubilà. Els seus contemporanis elogiaren el correcte i net de la seva execució, però diuen que restava mancat de sentiment.
Publicà multitud de peces per a violoncel, i a més una Instruction pour les compositeurs, ou notions sur le mecanisme et le doigté du violoncelle et la manière d'ècrire pour cet instrument i un Mèthode complète de violoncelle en col·laboració amb Jean-Henri Levasseur i Baillot, el qual s'adoptà en el Conservatori, i en el que tingué alumnes com Louis Norblin.